# Односторонний предел
Односторо́нний преде́л в математическом анализе — предел числовой функции, подразумевающий «приближение» к предельной точке с одной стороны. Такие пределы называют соответственно левосторо́нним преде́лом (или преде́лом сле́ва) и правосторо́нним преде́лом (преде́лом спра́ва).

## Определения
Пусть на некотором числовом множестве {\displaystyle M\subset \mathbb {R} } задана числовая функция {\displaystyle f\colon M\to \mathbb {R} } и число {\displaystyle a} — предельная точка области определения {\displaystyle M}. Существуют различные определения для односторонних пределов функции {\displaystyle f\left(x\right)} в точке {\displaystyle a}, но все они эквивалентны.

### Односторонний предел поГейне
- Число {\displaystyle A\in \mathbb {R} } называется правосторонним пределом (правым пределом, пределом справа) функции {\displaystyle f\left(x\right)} в точке {\displaystyle a}, если для всякой последовательности {\displaystyle \left\{x_{n}\right\}_{n=1}^{\infty }}, состоящей из точек, больших числа {\displaystyle a}, которая сама сходится к числу {\displaystyle a}, соответствующая последовательность значений функции {\displaystyle \left\{f\left(x_{n}\right)\right\}_{n=1}^{\infty }} сходится к числу {\displaystyle A}.
{\displaystyle \lim _{x\to a+}f\left(x\right)=A\Leftrightarrow \forall \left\{x_{n}\right\}_{n=1}^{\infty }\colon \left(\forall k\in \mathbb {N} \Rightarrow x_{k}>a\right)\land \lim _{n\to \infty }x_{n}=a\Rightarrow \lim _{n\to \infty }\left\{f\left(x_{n}\right)\right\}_{n=1}^{\infty }=A}
- Число {\displaystyle A\in \mathbb {R} } называется левосторонним пределом (левым пределом, пределом слева) функции {\displaystyle f\left(x\right)} в точке {\displaystyle a}, если для всякой последовательности {\displaystyle \left\{x_{n}\right\}_{n=1}^{\infty }}, состоящей из точек, меньших числа {\displaystyle a}, которая сама сходится к числу {\displaystyle a}, соответствующая последовательность значений функции {\displaystyle \left\{f\left(x_{n}\right)\right\}_{n=1}^{\infty }} сходится к числу {\displaystyle A}.[1]
{\displaystyle \lim _{x\to a-}f\left(x\right)=A\Leftrightarrow \forall \left\{x_{n}\right\}_{n=1}^{\infty }\colon \left(\forall k\in \mathbb {N} \Rightarrow x_{k}<a\right)\land \lim _{n\to \infty }x_{n}=a\Rightarrow \lim _{n\to \infty }\left\{f\left(x_{n}\right)\right\}_{n=1}^{\infty }=A}

### Односторонний предел поКоши
- Число {\displaystyle A\in \mathbb {R} } называется правосторонним пределом (правым пределом, пределом справа) функции {\displaystyle f\left(x\right)} в точке {\displaystyle a}, если для всякого положительного числа {\displaystyle \varepsilon } отыщется отвечающее ему положительное число {\displaystyle \delta } такое, что для всех точек {\displaystyle x} из интервала {\displaystyle \left(a,a+\delta \right)} справедливо неравенство {\displaystyle \left|f\left(x\right)-A\right|<\varepsilon }.
{\displaystyle \lim _{x\to a+}f\left(x\right)=A\Leftrightarrow \forall \varepsilon >0~\exists \delta =\delta \left(\varepsilon \right)>0\colon ~\forall x\in \left(a,a+\delta \right)\Rightarrow \left|f\left(x\right)-A\right|<\varepsilon }
- Число {\displaystyle A\in \mathbb {R} } называется левосторонним пределом (левым пределом, пределом слева) функции {\displaystyle f\left(x\right)} в точке {\displaystyle a}, если для всякого положительного числа {\displaystyle \varepsilon } отыщется отвечающее ему положительное число {\displaystyle \delta }, такое, что для всех точек {\displaystyle x} из интервала {\displaystyle \left(a-\delta ,a\right)} справедливо неравенство {\displaystyle \left|f\left(x\right)-A\right|<\varepsilon }.[1]
{\displaystyle \lim _{x\to a-}f\left(x\right)=A\Leftrightarrow \forall \varepsilon >0~\exists \delta =\delta \left(\varepsilon \right)>0\colon ~\forall x\in \left(a-\delta ,a\right)\Rightarrow \left|f\left(x\right)-A\right|<\varepsilon }

### Односторонний предел как предел вдоль фильтра
Односторонний предел является частным случаем общего понятия предела функции вдоль фильтра. Пусть {\displaystyle M\subset \mathbb {R} ,} и {\displaystyle a\in M'.} Тогда системы множеств
{\displaystyle {\mathfrak {B}}_{+}=\{(a,a+\delta )\cap M\mid \delta >0\}}
и
{\displaystyle {\mathfrak {B}}_{-}=\{(a-\delta ,a)\cap M\mid \delta >0\}}
являются фильтрами. Пределы вдоль этих фильтров совпадают с соответствующими односторонними пределами:
{\displaystyle \lim \limits _{{\mathfrak {B}}_{+}}f(x)\equiv \lim \limits _{x\to a+}f(x);}
{\displaystyle \lim \limits _{{\mathfrak {B}}_{-}}f(x)\equiv \lim \limits _{x\to a-}f(x).}

## Обозначения
- Правосторонний предел принято обозначать любым из нижеследующих способов:
{\displaystyle \lim \limits _{x\to a+}f(x),\ \ \lim \limits _{x\to a+0}f(x),\ \ \lim _{x\downarrow a}f(x),\ \ \lim _{x\searrow a}f(x);}
- Аналогичным образом для левосторонних пределов приняты обозначения:
{\displaystyle \lim \limits _{x\to a-}f(x),\ \ \lim \limits _{x\to a-0}f(x),\ \ \lim _{x\uparrow a}f(x),\ \ \lim _{x\nearrow a}f(x).}
- При этом используются также сокращённые обозначения:
  - {\displaystyle f\left(a+\right)} и {\displaystyle f\left(a+0\right)} для правого предела;
  - {\displaystyle f\left(a-\right)} и {\displaystyle f\left(a-0\right)} для левого предела.

- При {\displaystyle a=0} для сокращения записи вместо {\displaystyle \lim \limits _{x\to 0+0}f(x)} и {\displaystyle \lim \limits _{x\to 0-0}f(x)} обычно пишут {\displaystyle \lim \limits _{x\to +0}f(x)} и {\displaystyle \lim \limits _{x\to -0}f(x)} соответственно.

## Свойства
- Основные свойства односторонних пределов идентичны свойствам обычных пределов и являются частными случаями свойств пределов вдоль фильтра.
- Для существования (двустороннего) предела функции необходимо и достаточно, чтобы оба односторонних предела существовали и равнялись между собой.[1]

## Примеры
- Тождественная числовая функция
  - {\displaystyle f\left(x\right)=x}
  - Область определения: {\displaystyle \mathbb {R} }
  - Правый предел: {\displaystyle \forall a\in \mathbb {R} \colon \lim _{x\to a+0}x=a}
  - Левый предел: {\displaystyle \forall a\in \mathbb {R} \colon \lim _{x\to a-0}x=a}

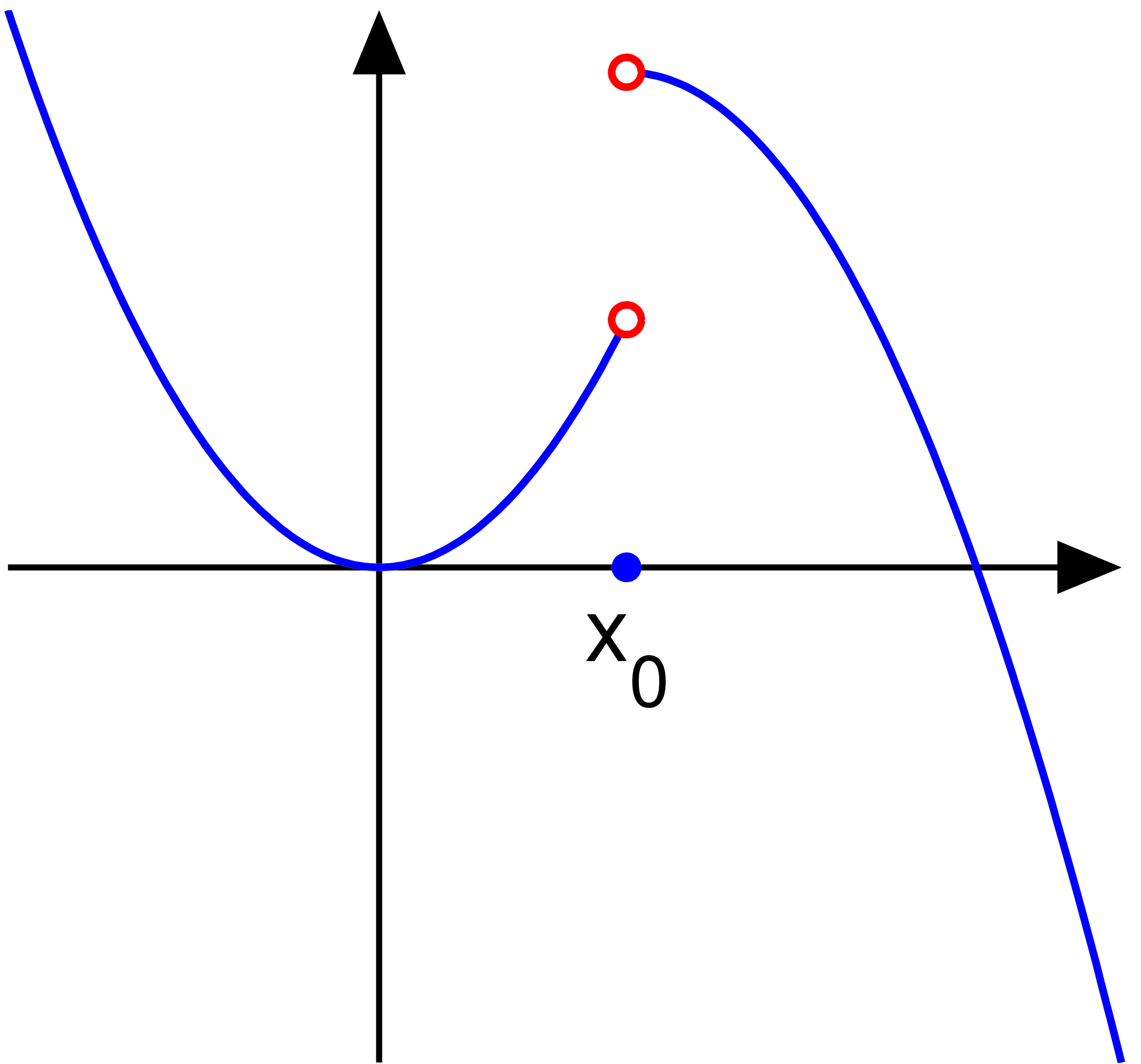
Функция из второго примера

  - Правый и левый пределы совпадают, так что имеется обычный предел: {\displaystyle \forall a\in \mathbb {R} \colon \lim _{x\to a}x=a}
- Кусочно-заданная функция
  - {\displaystyle f\left(x\right)={\begin{cases}x^{2},&x<3\\11-\left(x-3\right)^{2},&x>3\end{cases}}}
  - Область определения: {\displaystyle \mathbb {R} \setminus \left\{3\right\}}
  - Правый предел: {\displaystyle \lim _{x\to 3+0}f\left(x\right)=11}
  - Левый предел: {\displaystyle \lim _{x\to 3-0}f\left(x\right)=9}
  - Правый и левый пределы различны, так что обычного предела в точке {\displaystyle x=3} не существует
- Функция sgn(x)
  - {\displaystyle f\left(x\right)={\begin{cases}0,&x=0\\{\frac {x}{\left|x\right|}},&x\neq 0\end{cases}}}
  - Область определения: {\displaystyle \mathbb {R} }
  - Правый предел: {\displaystyle \lim _{x\to 0+0}\operatorname {sgn} \left(x\right)=+1}
  - Левый предел: {\displaystyle \lim _{x\to 0-0}\operatorname {sgn} \left(x\right)=-1}
  - Правый и левый пределы различны, так что обычного предела в точке {\displaystyle x=0} не существует